# Судниково (Сергиево-Посадский район)
Судниково — деревня в Сергиево-Посадском районе Московской области, в составе муниципального образования Сельское поселение Шеметовское (до 29 ноября 2006 года входила в состав Кузьминского сельского округа).

## Население
| 2002 | 2006 | 2010 |
| ---- | ---- | ---- |
| 2    | ↘0   | →0   |

## География
Судниково расположено примерно в 42 км (по шоссе) на север от Сергиева Посада, по левому берегу реки Кубжа (левый приток реки Дубны), высота центра деревни над уровнем моря — 142 м.
Деревня связана автобусным сообщением с райцентром и соседними населёнными пунктами. На 2016 год в деревне зарегистрировано 2 садовых товарищества.